# Таш-Кыя (Иссык-Кульская область)
Таш-Кыя (кирг. Таш-Кыя) — село в Ак-Суйском районе Иссык-Кульской области Кыргызстана. Входит в состав Челпекского аильного округа. Код СОАТЕ — 41702 205 850 03 0.

## Население
По данным переписи 2009 года, в селе проживало 1802 человека.